# Scopula ancellata
Scopula ancellata är en fjärilsart som beskrevs av George Duryea Hulst 1887. Scopula ancellata ingår i släktet Scopula och familjen mätare. Inga underarter finns listade.